# Rey Yi (Xie) de Zhou
El Rey Yi de Zhou (en chino, 周夷王; pinyin, Zhōu Yí Wáng) fue el noveno rey de la dinastía Zhou de China. Las fechas estimadas de su reinado son 885–878 a. C. o 865–858 a. C.
Estuvo precedido por su tío, Xiao, quien pudo haber destronado a su padre. En el tercer año de su reinado, Yi se puso del lado del marqués de Ji, en su disputa con el duque de Ai o de Qi, ejecutó a este en un gran caldero con agua hirviendo, e instaló en su lugar a su joven medio hermano, Jing, más tarde conocido como duque de Hu o de Qi.
Durante su reinado hubo guerras en el sur, con el estado de Chu, y con los Dongyi. Según las Memorias históricas, durante su reinado, el poder real no fue fuerte, y los gobernantes regionales faltaron a la obediencia a la corte.
Fue sucedido por su hijo, Li.
| Predecesor: Rey Xiao de Zhou | Rey de China 885 a. C. - 878 a. C. | Sucesor: Rey Li de Zhou |